# Calau-abissínio
Calau-abissínio ou alma-de-biafada (Bucorvus abyssinicus) é um calau africano, que se encontra da Gâmbia ao Quénia.
Esta ave de grande porte, que pode atingir pode atingir mais de um metro de comprimento e cerca de 180 centímetros de envergadura, pertence à família dos Buconídeos, destacando-se pela sua plumagem negra, com rebordos brancos nas extremidades das asas, e pelo seu bico de grandes dimensões, exornado com uma protuberância óssea junto aos olhos.

## Nomes comuns
Também dá pelos seguintes nomes comuns: abago, abagum, alma-de-biafada, calau-do-chão, calau-grande e calau-terrestre-da-abissínia.

## Distribuição e habitat
A alma-de-biafada medra em zonas rochosas (como falésias e cumes de montanhas), em zonas de planície (como prados e savanas), em zonas nemorais (como matagais e florestas) da África subsaariana, desde o Senegal, passando pela Gâmbia e Sul da Mauritânia até à África Ocidental e, ainda, pelo Norte do Quénia, Uganda, Eritreia, Etiópia e Noroeste da Somália.
Pode tolerar regiões com alteração humana e embora viva essencialmente no solo, necessita de árvores grandes para poder nidificar.

## Comportamento
Esta espécie vive essencialmente no solo, embora possa voar para caçar presas ou para defender o território.
A alma-de-biafada trata-se duma espécie monogâmica que tanto pode ser avistada aos pares, como em grupos maiores. Os espécimes juvenis, apesar da sua tendência para formar novos grupos, costumam permanecer dentro dos mesmos territórios ocupados pelos respectivos progenitores, mesmo depois de atingirem a maturidade.

### Dieta
Trata-se de uma espécie carnívora, que se nutre-se mormente de pequenos mamíferos, répteis e artrópodes. Excepcionalmente também se pode alimentar de matéria vegetal.

### Nidificação
No que toca à construção do ninho, costumam privilegiar ocos de árvores grandes, sendo certo que também podem nidificar em caboucos e brechas entre rochedos.
O ninho é construído pelo macho, que cobre o interior da cavidade com folhas secas. Por seu turno, as fêmeas costumam pôr entre 1 e 2 ovos, que são depois chocados durante 37 a 41 dias. Findos os primeiros 21 a 33 dias a fêmea sai do ninho e junta-se ao macho na busca de alimento.